# Japanische Kamelie
Die Japanische Kamelie (Camellia japonica), teilweise auch nur Kamelie genannt ist eine der bekanntesten Pflanzenarten der Gattung der Kamelien (Camellia) innerhalb der Familie der Teestrauchgewächse (Theaceae). Sie ist in Ostasien beheimatet und eng mit dem Teestrauch (Camellia sinensis) verwandt. Kamelien-Sorten sind in Europa beliebte Zierpflanzen, die ihren modischen Höhepunkt im 19. Jahrhundert erlebten. Die USDA-Winterhärtezone 8 bietet zahlreichen Sorten der Japanischen Kamelie noch sehr gute Lebensbedingungen, ohne dass aufwändige Winterschutzmaßnahmen oder besonders geschützte Standorte notwendig wären. Eine erfolgreiche Kultur ist unter bestimmten Voraussetzungen sogar noch in den Winterhärtezonen 7a und 7b möglich.

## Beschreibung

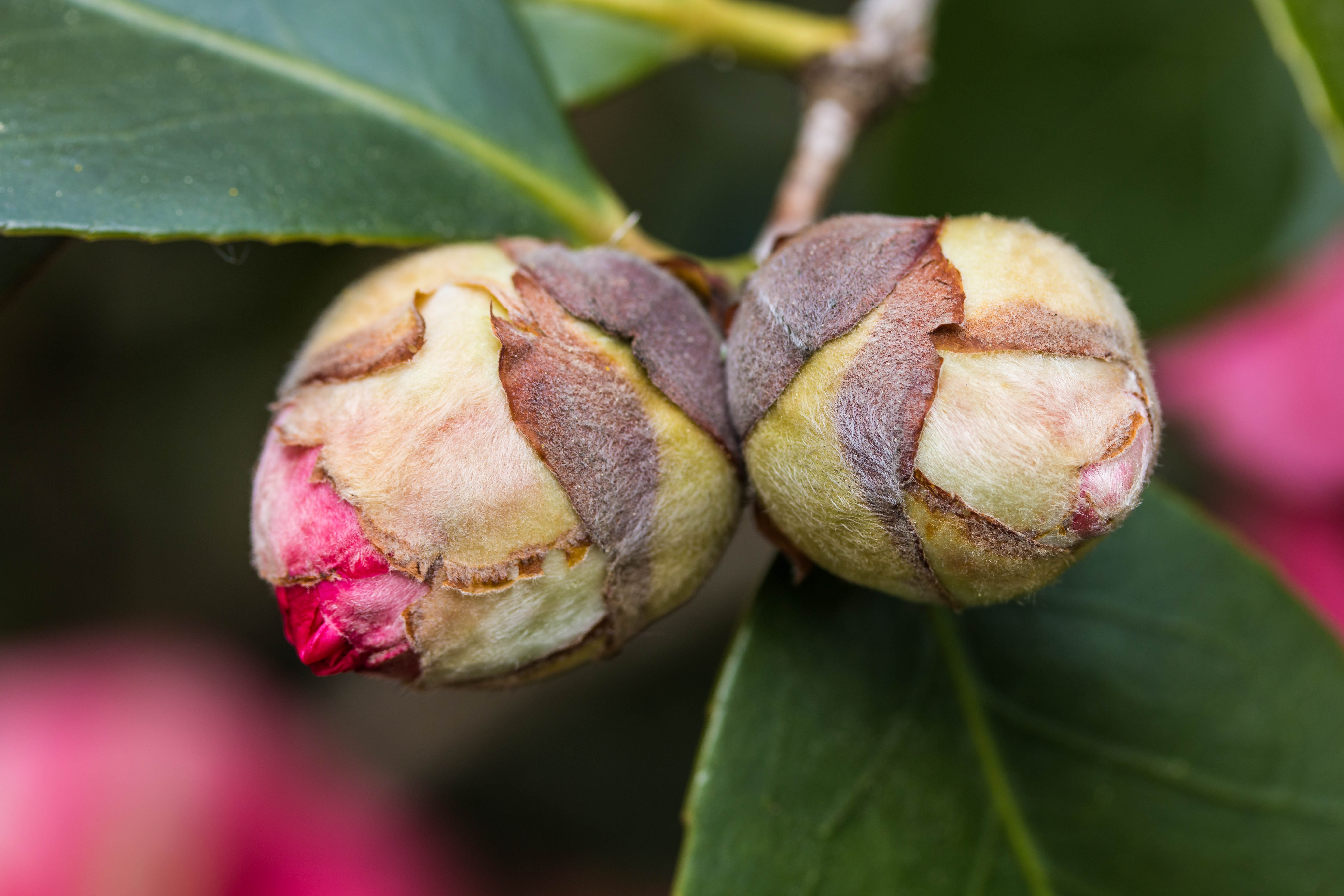
Knospe

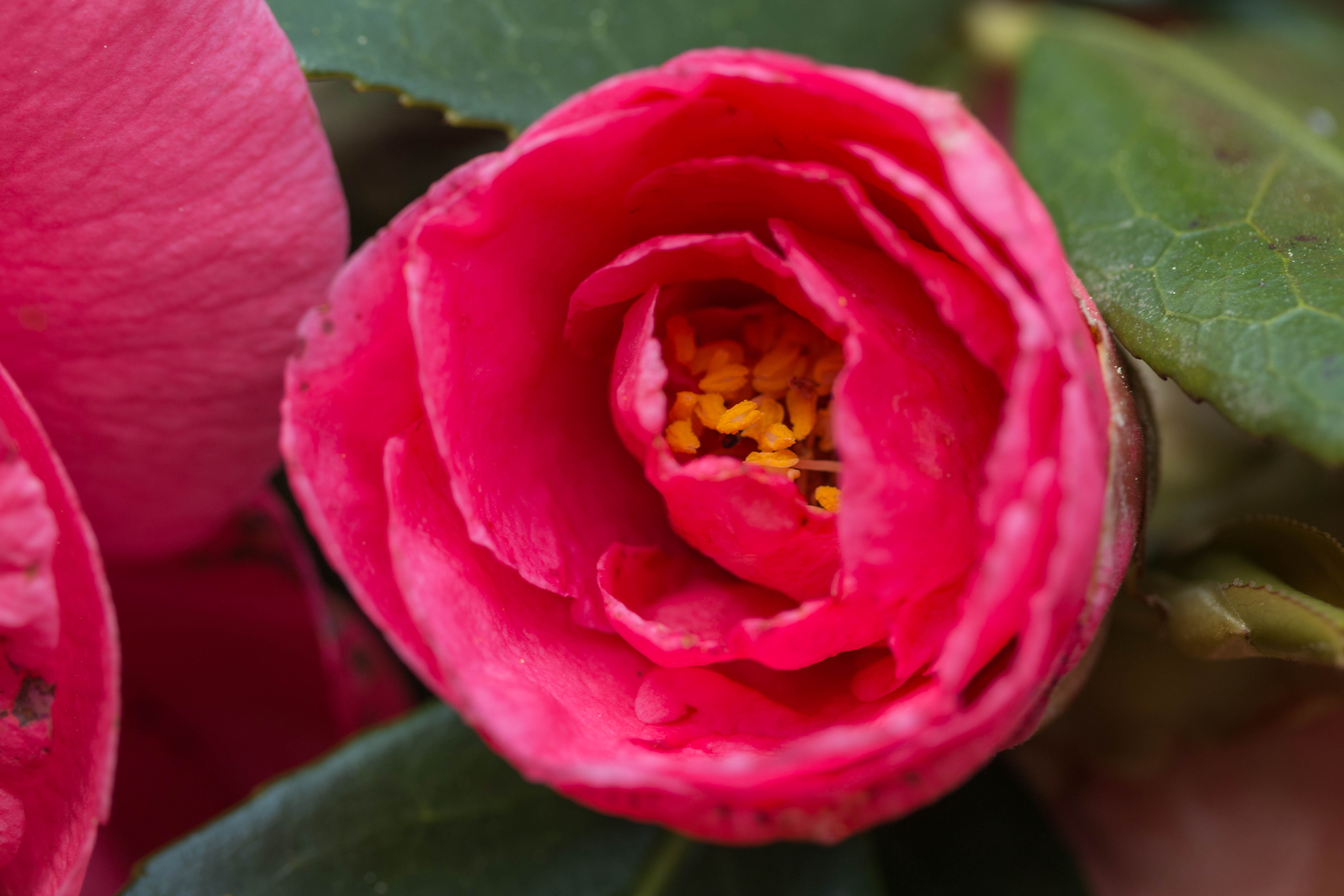
Blüte

### Vegetative Merkmale
Camellia japonica wächst als sehr langlebiger, immergrüner Strauch oder kleiner Baum und erreicht am Naturstandort Wuchshöhen von 1,5 bis 6, selten bis 11 Metern. Einige chinesische Kamelienexemplare werden auf älter als 1000 Jahre geschätzt. Die Rinde junger Zweige ist gräulich-braun, ab dem zweiten Jahr sind sie purpur-braun und kahl.
Die wechselständig angeordneten Laubblätter sind in Blattstiel und -spreite gegliedert. Die kurzen Blattstiele sind 5 bis 10 Millimeter lang. Die einfache, ledrige, kahle, feiner bis gröber gesägte und spitze bis zugespitzte Blattspreite ist bei einer Länge von 5 bis 10,5, selten bis zu 12 Zentimetern und eine Breite von 2,5 bis 6, selten bis zu 7 Zentimetern elliptisch bis eiförmig. Die Blattoberseite ist dunkelgrün und die Blattunterseite ist hellgrün mit braunen Punkten. Der dicke Mittelnerv ist gelblich-grün.

### Generative Merkmale
Am Naturstandort  reicht die Blütezeit von Januar bis März; die Kamelien blühen in Kultur im Spätwinter bzw. Frühjahr. Die sehr kurz gestielten bis sitzenden Blüten stehen meist einzeln oder paarweise in den Blattachseln.
Die große, zwittrige Blüte ist radiärsymmetrisch mit doppelter Blütenhülle. Die etwa 9 ungleichen Kelch- und Vorblätter sind grün. Die fünf bis sieben (bei manchen Sorten auch mehr) weißen, rosafarbenen bis roten Kronblätter sind bei einer Länge von 3 bis 5 Zentimetern sowie einer Breite von 1,5 bis 2,5 Zentimetern eiförmig bis verkehrt-eiförmig. Die fünf inneren Kronblätter sind an ihrer Basis auf einer Länge 0,5 bis 1,5 Zentimetern verwachsen. Die vielen kahlen Staubblätter sind 2,5 bis 3,5 Zentimeter lang. Beim äußeren Staubblattkreis sind die Staubfäden an ihrer Basis auf einer Länge von 1,5 bis 2,5 zu einer Röhre verwachsen. Drei Fruchtblätter sind zu einem eiförmigen, oberständigen Fruchtknoten verwachsen. Der etwa 2,8 Zentimeter lange Griffel endet in drei kurzen Ästen mit jeweils einer Narbe.

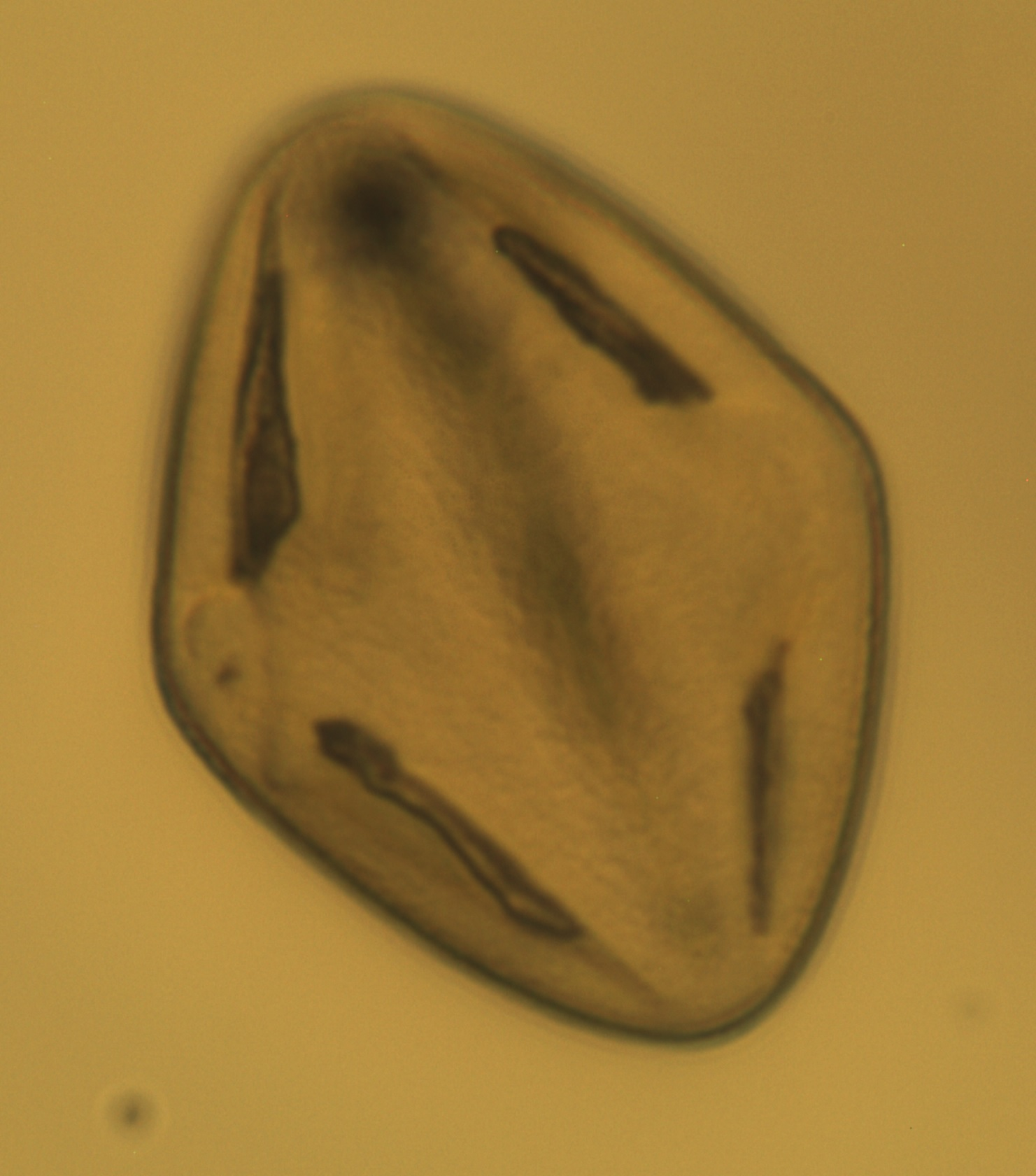
Pollenkorn der Japanischen Kamelie (400×) in Glycerin

Die holzig-ledrige, dreifächerige und lokulizidale, dickschalige Kapselfrucht ist bei einem Durchmesser von 2,5 bis 4,5 Zentimetern kugelig. Jedes Fruchtfach enthält nur ein oder zwei Samen. Die inneren Kelch- und Hochblätter sind auch auf der jungen Frucht gut erkennbar. Die dunkelbraunen, harten Samen sind bei einem Durchmesser von 1 bis 2 Zentimetern etwa kugelig. Die Früchte reifen zwischen September und Oktober.
Die Chromosomenzahl beträgt 2n = 30, 45 oder 60.

## Kulturgeschichte
Benannt wurde die Camellia japonica von Carl von Linné 1753 nach Georg Joseph Kamel, einem mährischen Jesuitenpater und Apotheker, der in Manila gearbeitet und einen Tafelband über die Insel Luzon verfasst hatte.
Die Heimat der japanischen Kamelie ist Ostasien (Nepal, Vietnam, die südliche Volksrepublik China, Korea und der Süden Japans). Hier kommt sie in den ostasiatischen Lorbeerwäldern (Camellietea japonicae Miyaw. & Ohba 63) vor. In chinesischen und japanischen Gärten war die Kamelie ein beliebter Zierstrauch. Sie spielte bei Hof- und Teezeremonien eine Rolle. Besonders die einfachblütigen Arten stehen symbolisch für Freundschaft, Eleganz und Harmonie.
In Japan, wo die Kamelie tsubaki (jap. 椿) genannt wird, hat sie eine weitere symbolische Bedeutung. Sie verliert ihre roten Blütenblätter einzeln, während noch Schnee liegt, was an Blutstropfen erinnert. Daher wird die Blüte auch als Symbol von Tod und Vergänglichkeit gesehen.
Erstmals in Europa beschrieben wurde sie von George Meister in seinem erfolgreichen Reisebericht Der Orientalisch-Indianische Kunst- und Lust-Gärtner 1692:

„Arbor Zuwacky oder Sasanqua auf Chinesisch. Ist ein kleiner Baum, 6 bis 8 Fuß hoch, hat dicke, steife rundum gekerbte Blätter wie Birn-Baum-Blätter. Seine Blumen sind rot wie Malva hortensis, einfach und duppelt. Wenn sie sechs Tage geblühet, fallen sie ab und bringen einen schwarzen Samen, wie Tee-Samen, herfür. Die Zweige sind asch-grau, ausbreitend von ihrer Wurzel. Von dem getrockneten Samen schlagen sie ein Öl ab, mit welchem, wegen guten Geruchs, das japponische Frauenzimmer ihre langen schwarzen Haare schmieren … Die Blätter fallen ab und kommen mit dem Frühling samt ihrer Blüte wieder herfür.“

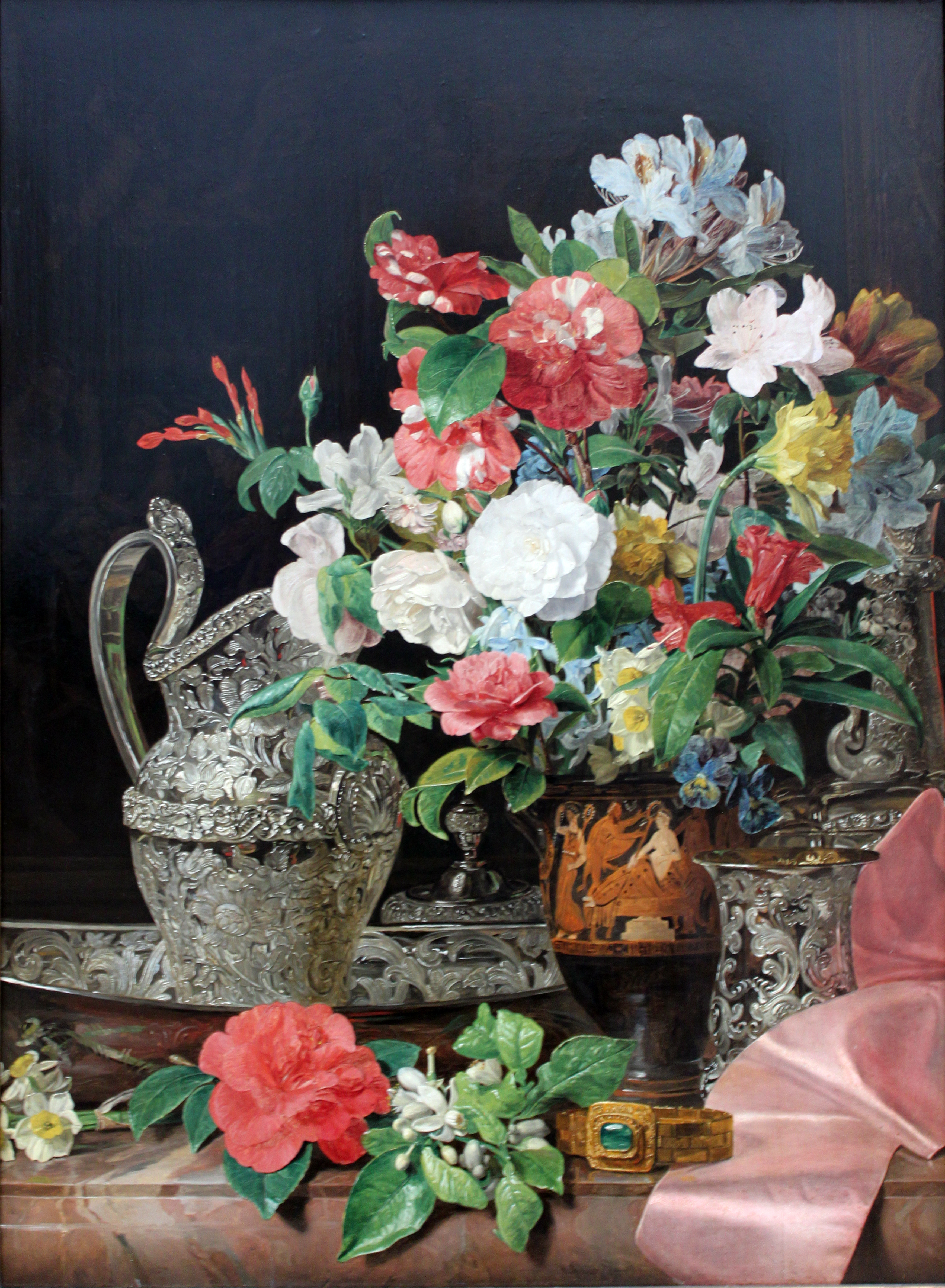
Ferdinand Waldmüller: Stillleben mit Kamelien und Narzissen, 1840

Die ersten Pflanzen gelangten angeblich im 16. Jahrhundert durch portugiesische Seefahrer aus der portugiesischen Kolonie Macau in Südchina nach Europa. Diese These wird allerdings durch Helena Attlee bestritten, sie führt sie auf ein Missverständnis des US-Amerikaners Frederick Gustav Meyer zurück. Die ersten schriftlich nachgewiesenen lebenden Kamelien in Europa wurden 1739 in den Gewächshäusern von Robert Petre, 8. Baron Petre in Thorndon Hall in Essex gezeigt. Vermutlich stammten sie aus China und kamen durch Jesuiten-Missionare oder englische Kaufleute bzw. Seefahrer hierher. Es handelte sich um eine rotblühende Kamelie und eine weißblühende Kamelie. Zwei Zeichnungen zeigen die roten Blüten dieser Kamelie. Der Gärtner von Baron Petre, James Gordon, brachte als Erster nach dem Tod Petres im Jahr 1742 Kamelien in den Handel.
Seit der zweiten Hälfte des 18. Jahrhunderts verbreiteten sich Kamelien in Schlossgärten (zum Beispiel in London, Uppsala und Neapel). Um das Jahr 1770 kamen die ersten Pflanzen nach Deutschland. Aus dieser Zeit stammt auch die Pillnitzer Kamelie. Sie kam 1771 in die Hofgärtnerei Dresdens und wurde 1801 im Park von Schloss Pillnitz gepflanzt, wo die karminrot blühende Pflanze bis heute steht.
Besonders die französische Kaiserin Joséphine liebte Kamelien. Ab 1800 führte man immer mehr Sorten und Varietäten ein. 1811 gelangte Camellia oleifera erstmals nach Europa, 1818 Camellia maliflora und schließlich 1820 Camellia reticulata. Damit begann eine rege Zucht in großen europäischen Gärtnereien, wobei zunächst Belgien das Zentrum der Kamelienzüchtung war. In Deutschland machte vor allem die Gärtnerei Seidel (ab 1813) in Dresden die Kamelie populär. 1862 hatte sie ein Sortiment von 1100 Kameliensorten und exportierte nach ganz Europa. Abnehmer waren vor allem adlige Häuser, unter anderem der St. Petersburger Zarenhof.
Zwischen 1800 und 1810 wurde die Kamelie durch einen Herrn van Zeller für seinen Garten in Fiães in Vila Nova de Gaia von der „Mile-End“-Gärtnerei in London eingeführt. Die Pflanze wurde schnell populär. José Marques Loureiro begann die Pflanze zu kultivieren und verschiedene Arten zu sammeln. Er gründete eine Gärtnerei in Porto, in der er im Jahr 1884 insgesamt 868 verschiedene Kameliensorten zum Verkauf anbot.
Die Kamelie gehörte im 19. Jahrhundert zur adligen und großbürgerlichen Kultur, was sich unter anderem auch in Alexandre Dumas Roman Die Kameliendame ausdrückt. Das Werk wurde Vorlage für Verdis Oper La traviata. In beiden wurde der Kamelie auch kulturgeschichtlich ein Denkmal gesetzt.

## Alte japanische Kamelien-Exemplare in Europa
Die gegenwärtig ältesten Japanischen Kamelien (Camellia japonica) in Europa befinden sich im Garten von Casa dos Condes de Campo Belo in Vila Nova de Gaia (Portugal), Caserta (Italien) und Dresden-Pillnitz (Deutschland). Sie alle stammen vermutlich aus der zweiten Hälfte des 18. Jahrhunderts.
Die Japanische Kamelie in Campo Belo, Portugal soll mehr als 300 Jahre alt sein, allerdings gibt es dafür keine Belege. Die Stammbasis ist heute 3,30 Meter dick, wobei in 85 Zentimeter Höhe eine Aufteilung in mehrere Einzelstämme erfolgt. Der Baum ist 11 Meter hoch, sein Kronendurchmesser variiert zwischen 10 und 18 Metern.

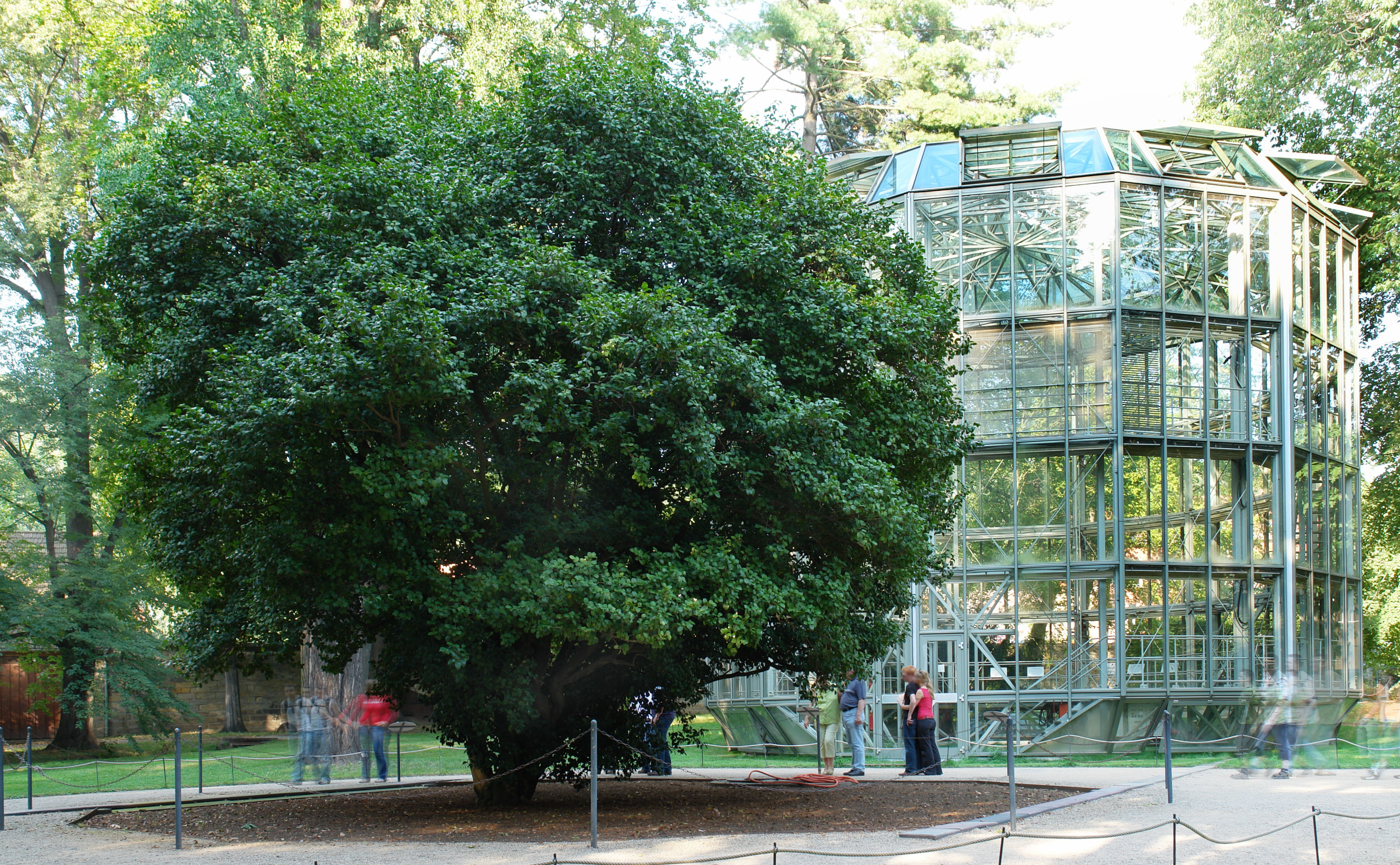
Die Pillnitzer Kamelie mit fahrbarem Gewächshaus

Eine Steinplatte im Gartenclub von Caserta besagt, dass die dortige Kamelie 1782 gepflanzt wurde und beschreibt sie als „die Mutter aller Kamelien in Europa“. 1837 war sie nachweislich bereits 14 Meter hoch mit einem Kronendurchmesser von 6 Metern. Sie besteht heute nur noch aus etwa 5 bis 6 Meter hohen Einzelzweigen, da der Hauptstamm vermutlich abgestorben ist.
Elisa Bonaparte ließ von ihrem Bruder Joseph Bonaparte, König von Neapel, aus dem Bestand des Palastes von Caserta 1808 über 40 Sorten im Park der Villa Reale di Marlia pflanzen, die noch heute für sehenswerte Ausstellungen Anlass geben.
Über die Herkunft der Pillnitzer Kamelie gibt es ebenfalls keine gesicherten Erkenntnisse, jedoch zwei Thesen. Nach der einen kam sie um 1776 aus Japan in den Königlichen Garten von Kew (England) und von dort nach Pillnitz. Die zweite besagt, dass diese Kamelie 1770 als russisches Geschenk nach Pillnitz gelangte. Es scheint erwiesen, dass sie 1801 an ihren jetzigen Platz gepflanzt wurde. Sie ist nachweislich die älteste europäische Kamelie nördlich der Alpen. Gegenwärtig ist die Pillnitzer Kamelie 9 Meter hoch bei einem Kronendurchmesser von 11 Metern. Während ihrer Blütezeit von Februar bis April erscheinen bis zu 35.000 Blüten.
Ebenfalls in Sachsen stehen die mit über 200 Jahren wahrscheinlich zweitälteste Kamelie nördlich der Alpen in Roßwein sowie die drei vermutlich um 1825 gepflanzten Königsbrücker Kamelien, die wahrscheinlich ältesten zusammenstehenden Kamelien nördlich der Alpen.

## Auspflanzen in Mitteleuropa
Einige Kameliensorten der Japanischen Kamelie lassen sich entgegen der landläufigen Meinung in wintermilden Regionen Mitteleuropas im Freien kultivieren. Besonders erfolgreich gelingt dies im atlantisch beeinflussten Nordwest- und Westdeutschland sowie in den klimatisch begünstigten Gebieten, an der Ostsee im Bereich um Kiel und auf Rügen, im Umkreis der Städte Ludwigshafen, Mainz und Koblenz, am Oberrhein, rund um den Bodensee oder der Südschweiz. Bei Kälte unter etwa Minus 12 bis 14 Grad sind Erfrierungen des Laubs zu erwarten, die sich aber bei den härteren Sorten wieder auswachsen. Die färbenden Knospen und Blüten erfrieren schon ab etwa zwei, drei Minusgraden, daher sind keine zu früh blühenden Sorten auszupflanzen. Durch die große Knospenzahl erblüht der Strauch zumeist dennoch. Die Sträucher können im Winter durch große Zweige von Fichtenreis oder durch einen Zeltbau mit Laubfüllung und Plane geschützt werden (sturmfest an Pfählen). Solange es kühl ist, vertragen sie wochen- bis monatelange Dunkelheit ohne Blattverluste. Dadurch verzögert sich auch die Blüte und entgeht den Spätfrösten.
Gute Voraussetzungen bietet ein teilweise beschatteter Platz und mit Schutz vor starken Winden, da die Pflanze bei Minustemperaturen austrocknen kann. Außerdem ist darauf zu achten, dass die Erde leicht sauer und durchlässig ist und der Wurzelraum der Kamelie immer leicht feucht, dazu kann der Boden mit Laub o. Ä. bedeckt werden. Staunässe ist schädlich, langer Regen oder Hitze wird aber gut vertragen. Der Strauch kann vor dem Austrieb in Form geschnitten werden.

## Sonstiges
Die japanische Kamelie ist eine dankbare Zuchtpflanze, die oft an einigen Zweigen Mutationen bildet. Beispielsweise kann eine Pflanze an einem Zweig plötzlich die Blütenfarbe, Blütenform oder die Belaubung ändern. Bewurzelt man einen Steckling dieses Zweiges, bleiben die neuen Merkmale erhalten.
Das Kamelienöl aus den Samen dieser Kamelie wird traditionell nur selten verwendet.
Eine der bedeutendsten Kameliensammlungen befindet sich in den Botanischen Sammlungen des Landschlosses in Zuschendorf (heute ein Stadtteil von Pirna). Die nach dem Zweiten Weltkrieg hier eingerichtete Sammlung von Moorbeetkulturen basiert auf den Züchtungen von vor allem sächsischen Gärtnern.

## Bilder
Einfache Blüte (Auswahl):

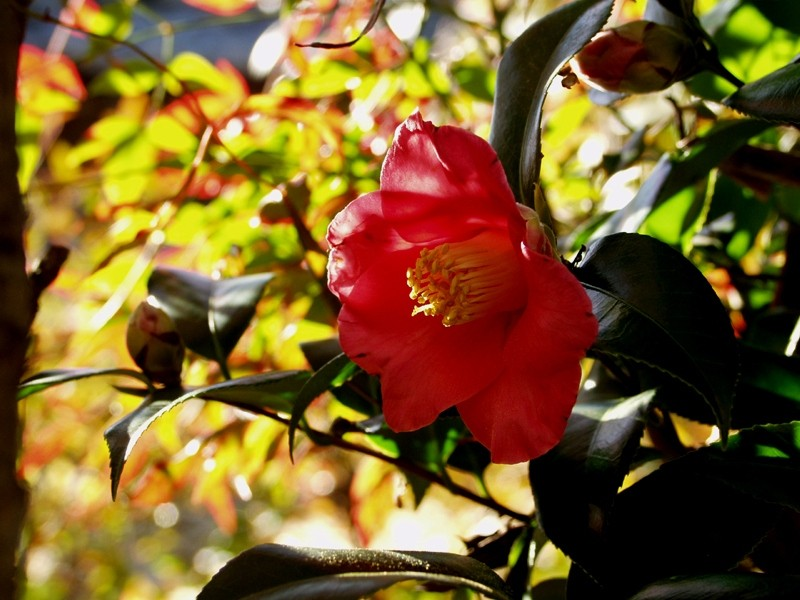
Natural
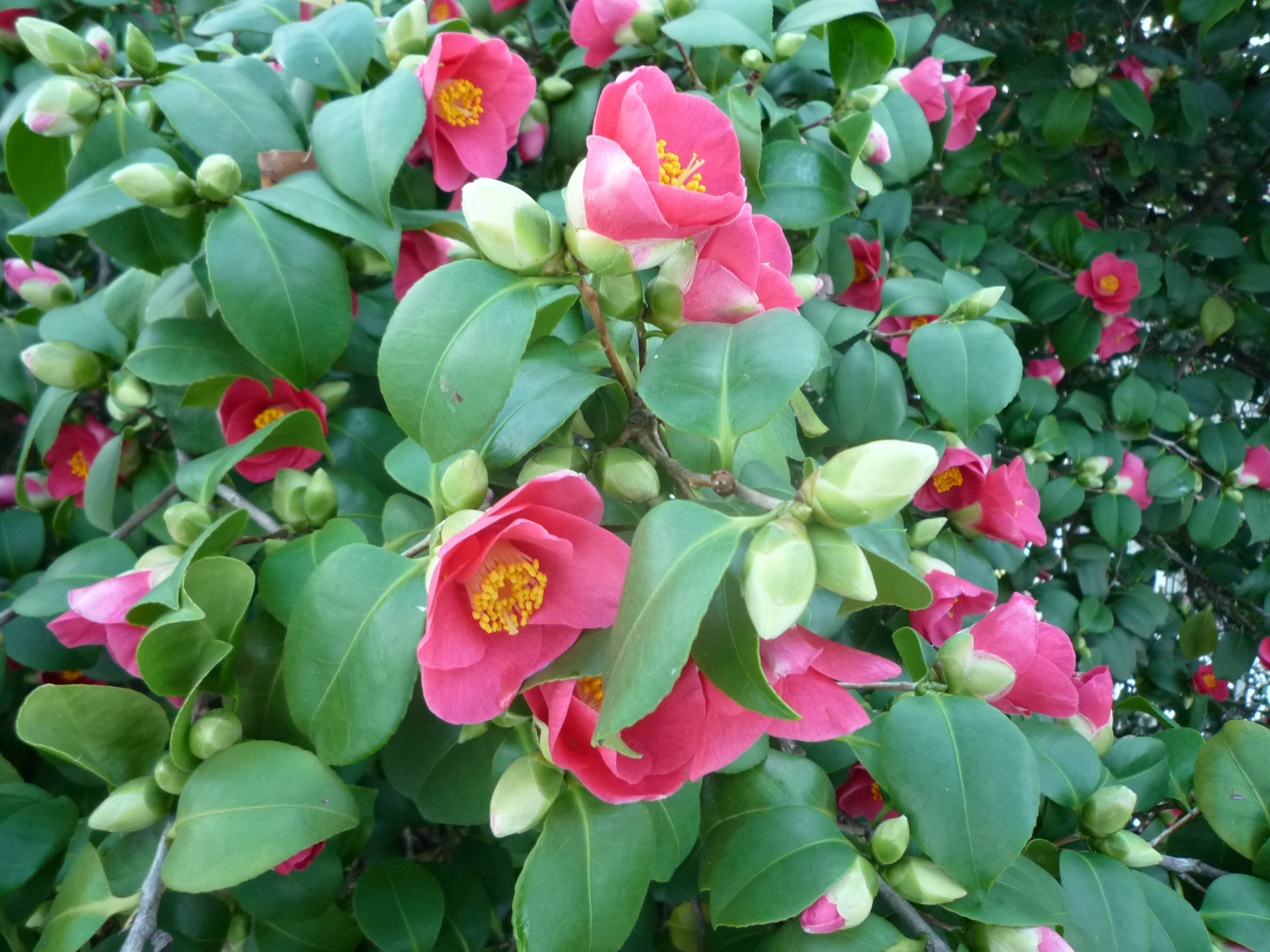
Pillnitzer Kamelie
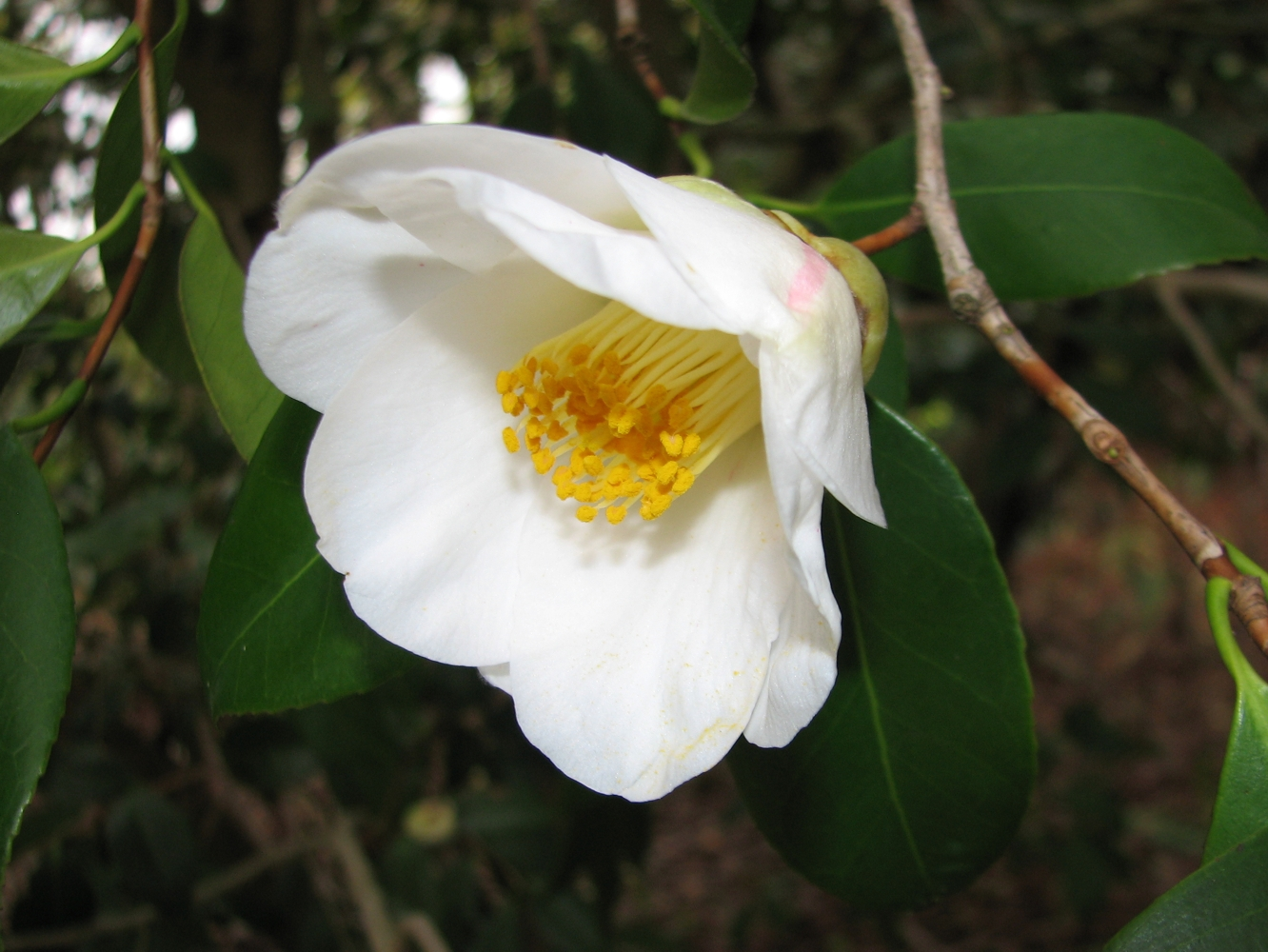
Wark's White Single

Gefüllte Sorten  (Auswahl):

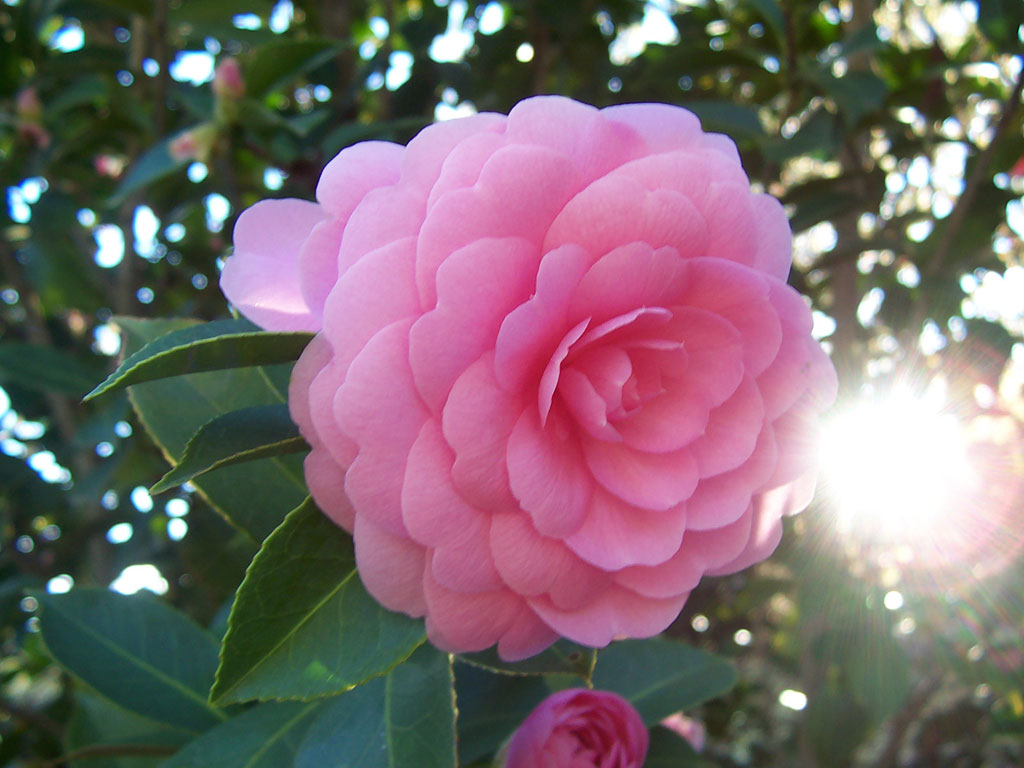
Pink Perfection
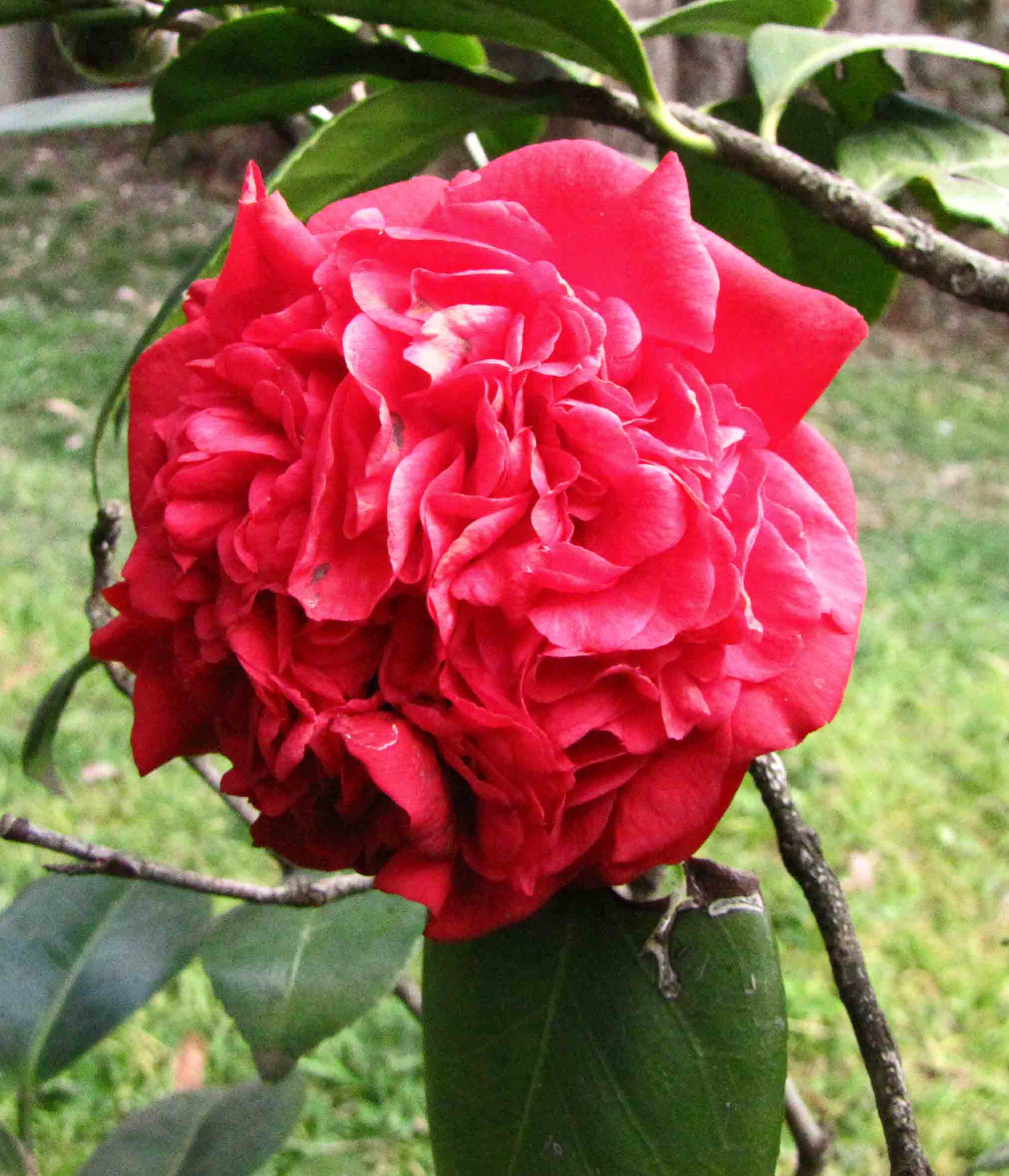
Fire Falls
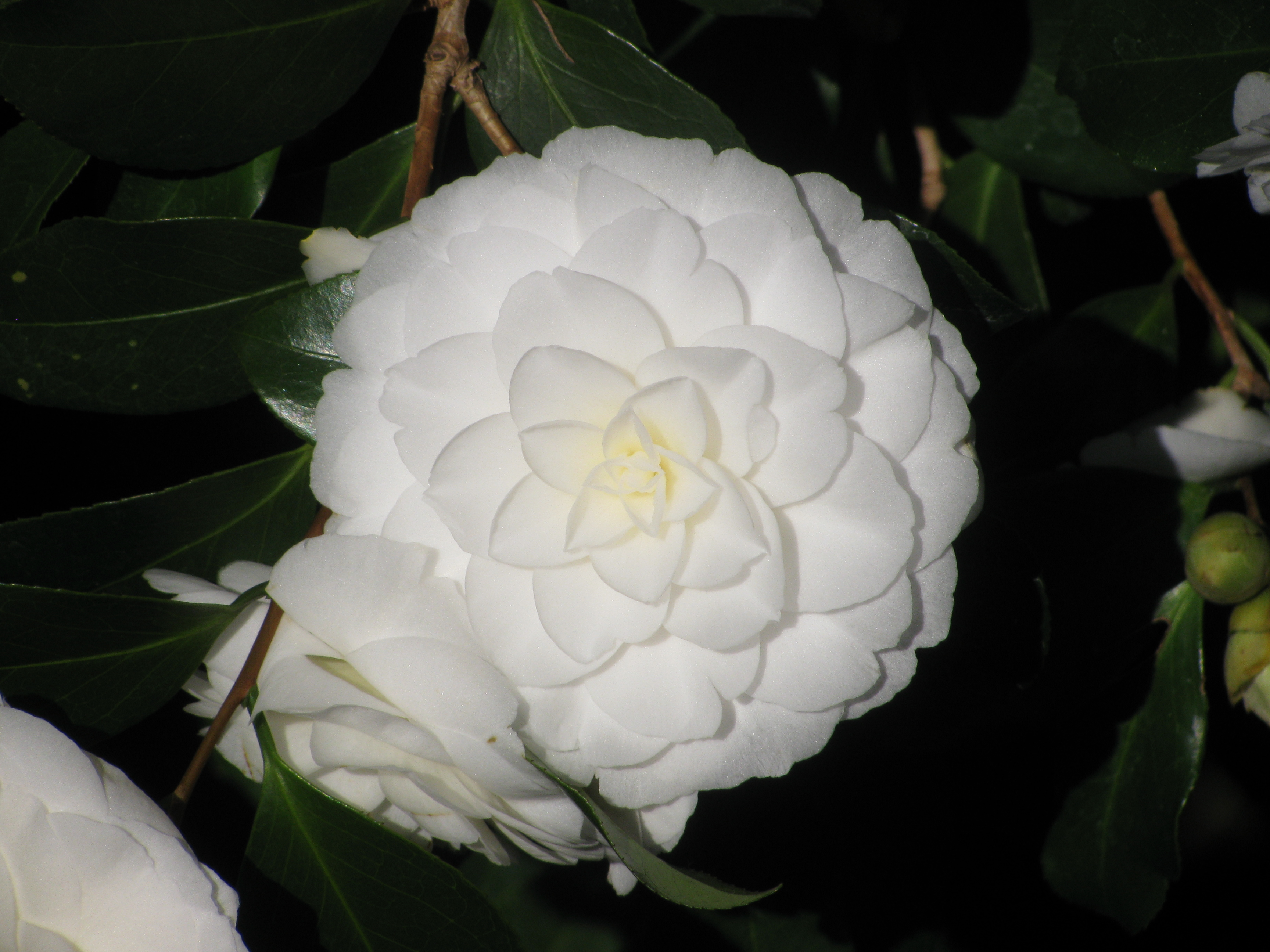
Alba Plena
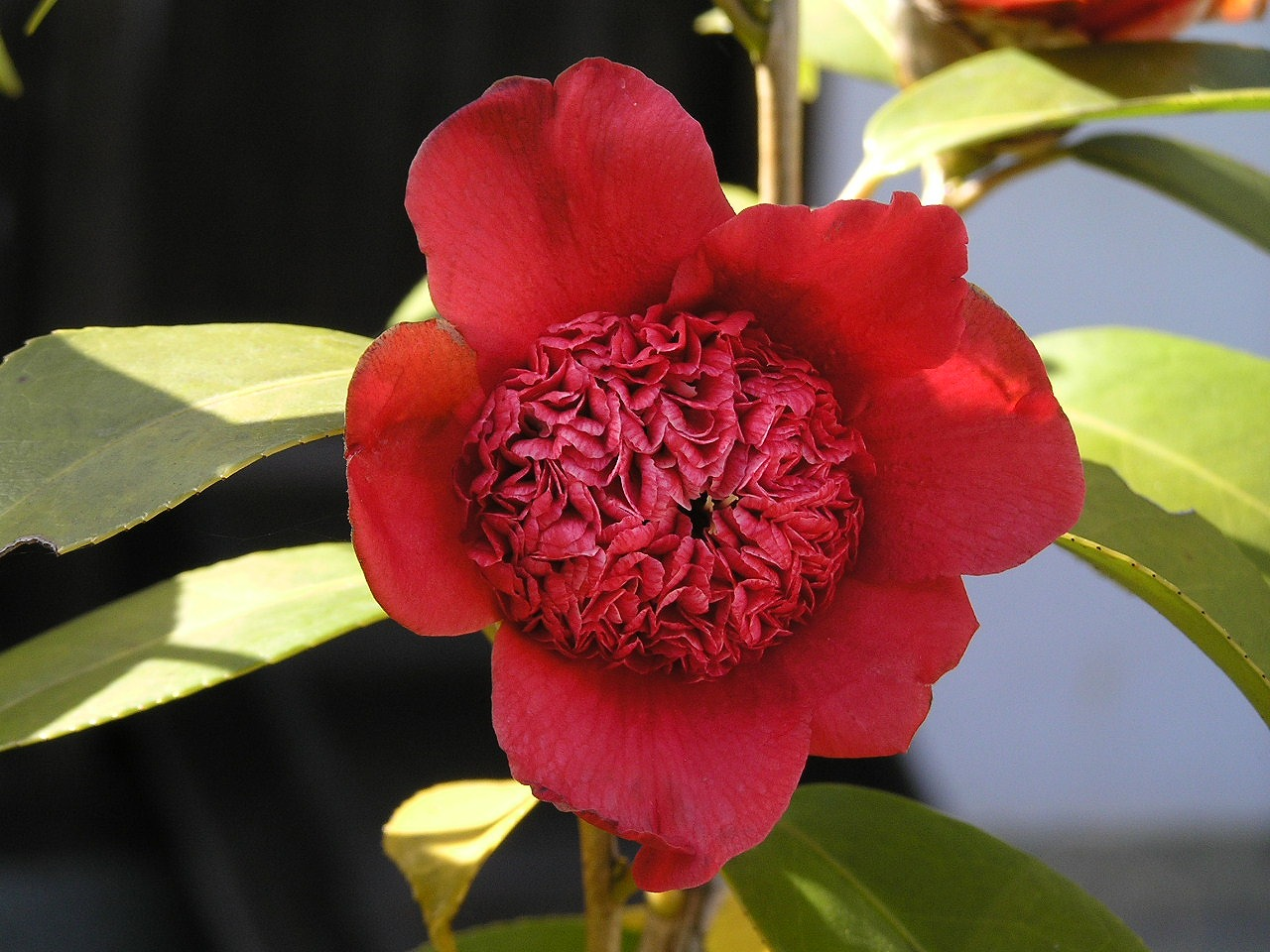
Anemoniflora
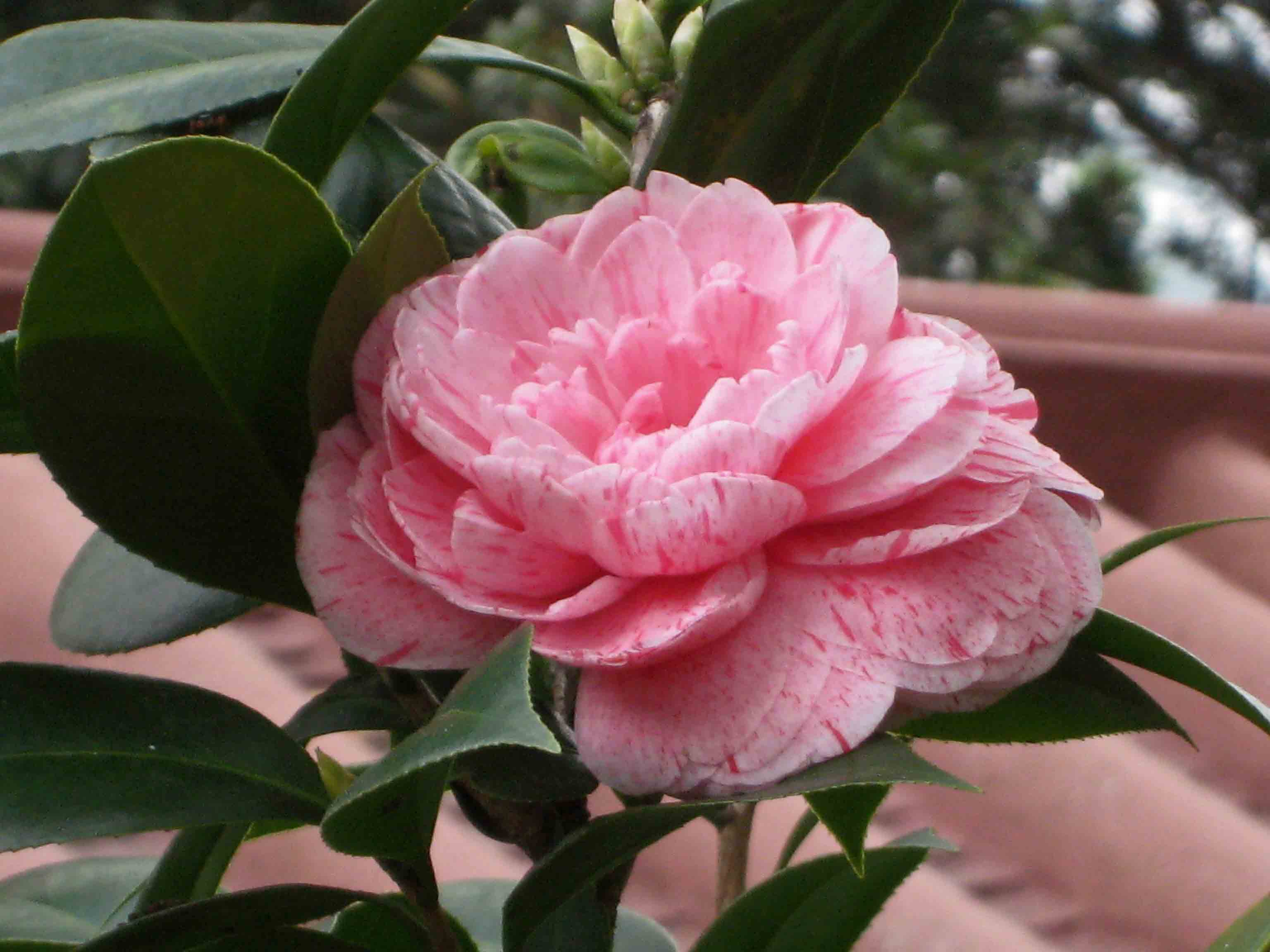
Double Rose
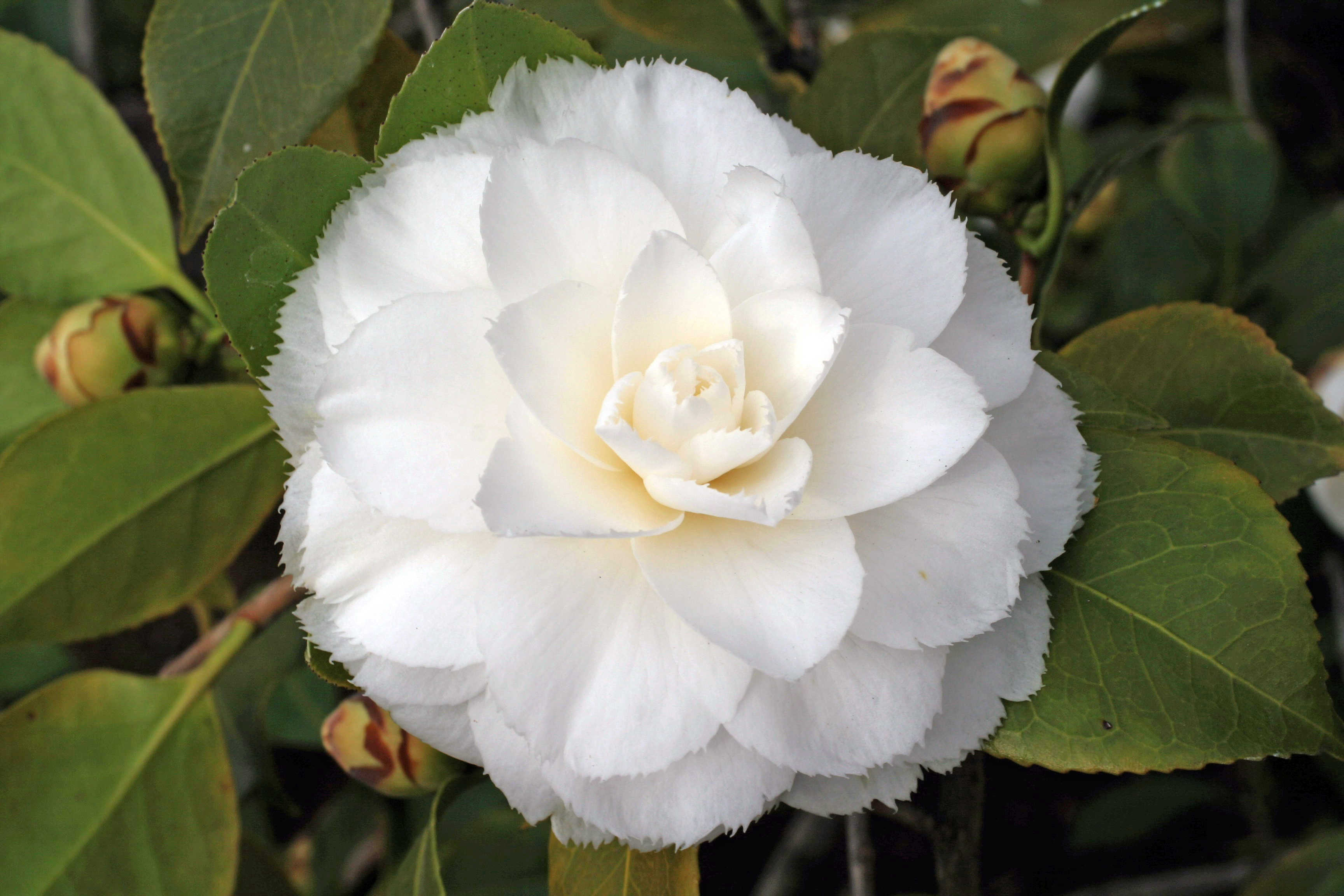
Fimbriata
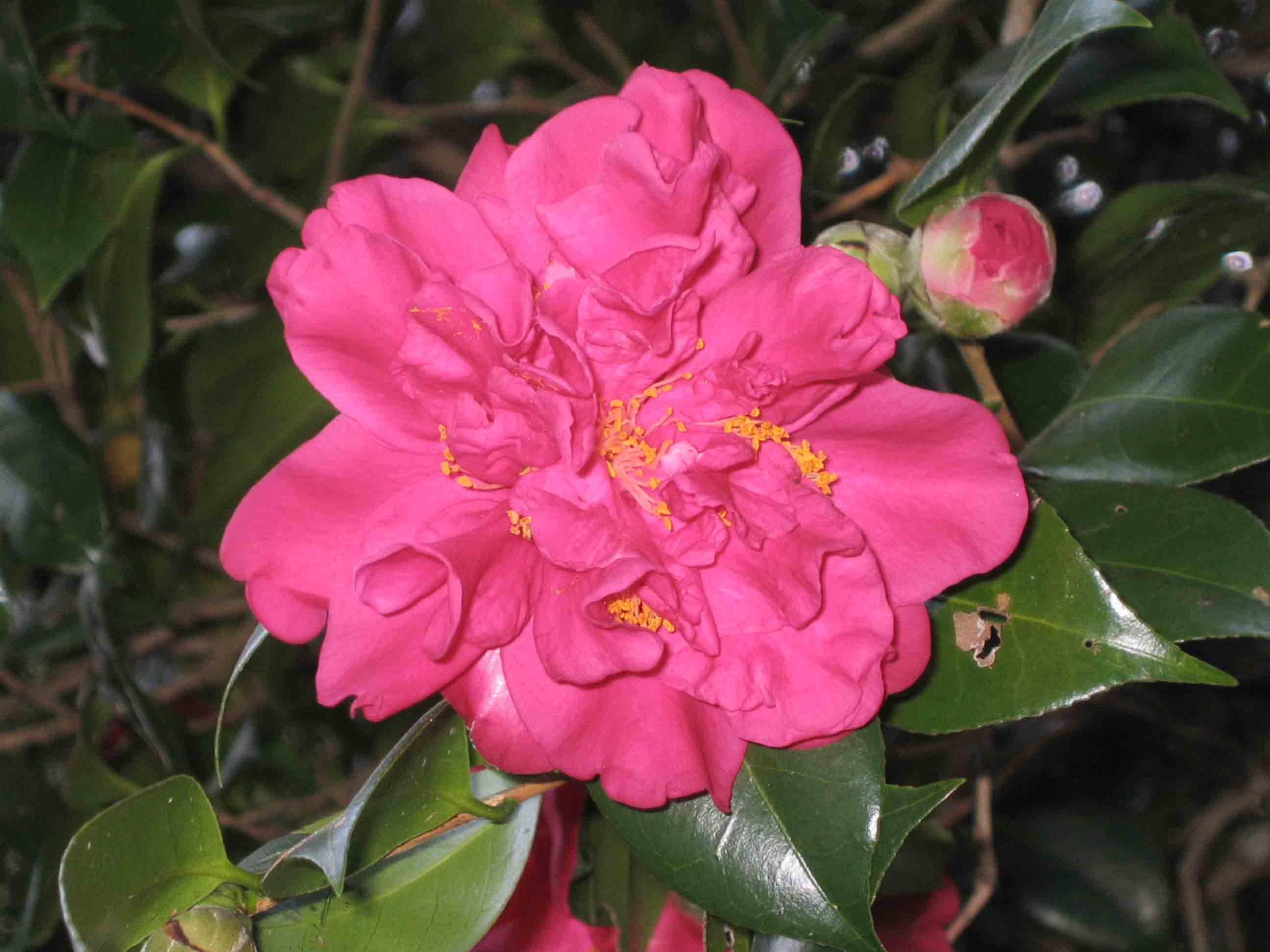
Kadoorie Farm and Botanic Garden, Hongkong
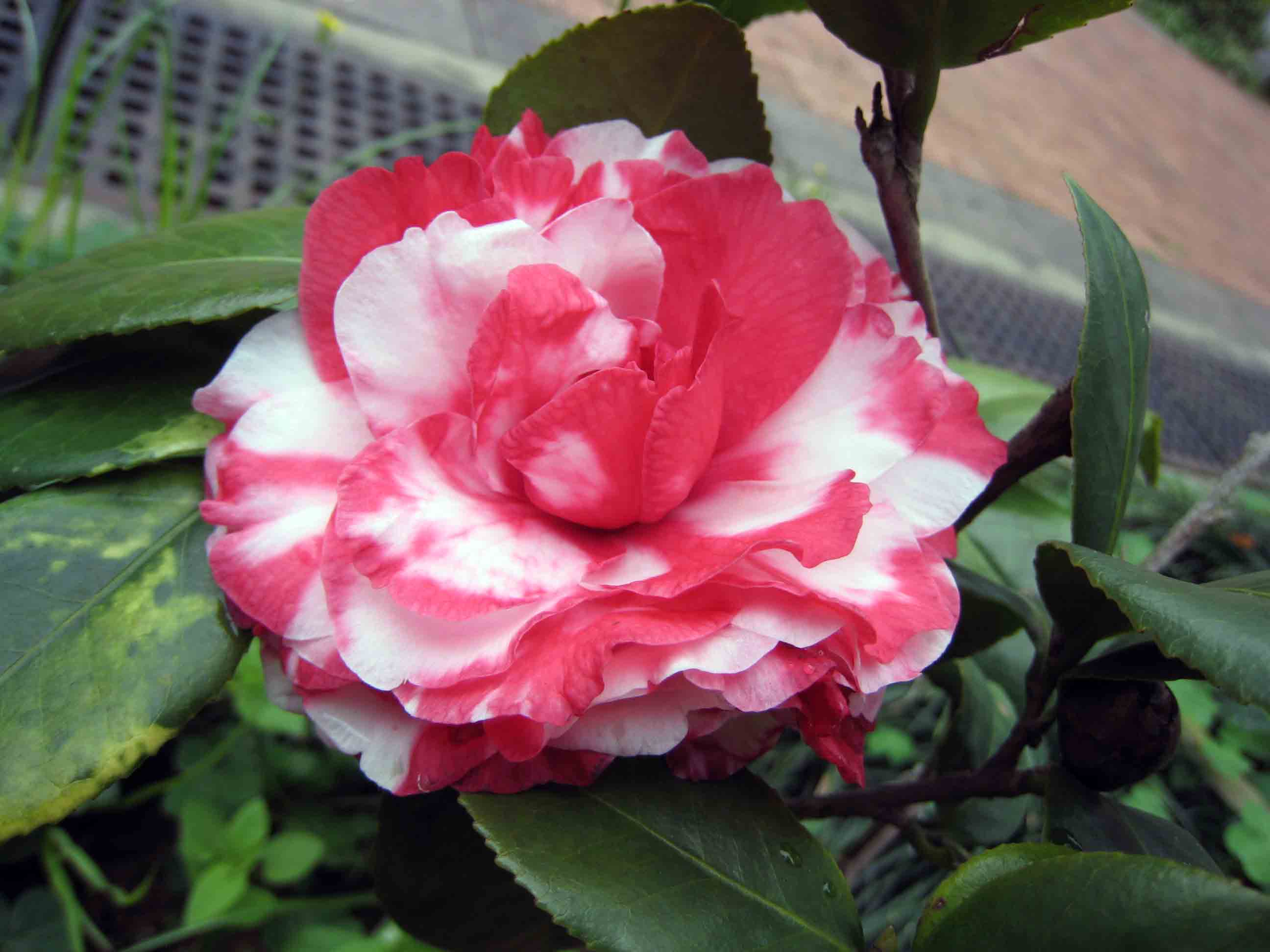
Formal Double